# Куты Вторые
Куты Вторые (укр. Кути Другі) — село в Новгород-Северском районе Черниговской области Украины. Население 367 человек. Занимает площадь 0,84 км².
Почтовый индекс: 15404. Телефонный код: +380 4659.

## Власть
Орган местного самоуправления — Семёновский городской совет. Почтовый адрес: 15400, Черниговская обл., Новгород-Северский р-н, г. Семёновка, ул. Красная Площадь, 6. Тел.: +380 (4659) 2-11-97; факс: 2-12-36.